# Дюпра, Паскаль
Паска́ль Пьер Дюпра́ (фр. Pascal Pierre Duprat; 24 марта 1815 года, Агетмо — 17 августа 1885 года) — французский политический деятель и дипломат.

## Биография
Во время июльской монархии писал в республиканских газетах; после февральской революции основал с Ламенне газету «Le peuple constituant». Избранный в учредительное собрание, принадлежал к умеренным республиканцам. По его предложению Париж был в 1848 году объявлен в осадном положении, а Кавеньяк облечён диктаторской властью. В ночь государственного переворота 2 декабря 1851 года был арестован и, изгнанный из Франции, долгое время жил в Брюсселе, затем в Лозанне, где получил профессуру в академии. В 1871 году избран в национальное собрание и примкнул к крайним левым. С 1876 — 81 г. был депутатом, а потом посланником в Чили.

## Творчество
Из сочинений Дюпра выдаются:
- "Essai historique sur les races anciennes et modernes de l’Afrique septentrionale " (1845);
- «Timon et sa logique» (1845);
- «Les tables de proscription de Louis Bonaparte et ses complices» (1853);
- «Les encyclopédistes, leurs travaux, leurs doctrines et leur influence» (1865);
- «La conjuration des petits états en Europe» (1867);
- «Les révolutions» (1870);
- «Frédéric Bastiat» (2 изд., 1878);
- «L’esprit des révolutions» (1879).